# 瑪麗亞·路易莎 (盧卡女公爵)
瑪麗亞·路易莎（義大利語：Maria Luisa di Borbone-Spagna，1782年7月6日—1824年3月13日），伊特魯里亞王后，1815年至1824年為盧卡女公爵。

## 生平
瑪麗亞·路易莎是西班牙國王卡洛斯四世的第四個女兒（其二姐於瑪麗亞·路易莎出生前四天夭折，因此形同第三個女兒）。1795年，13歲的瑪麗亞·路易莎與22歲的表哥路德維科結婚。路德維科的父親是帕爾馬公爵費迪南多一世，瑪麗亞·路易莎的舅舅。1799年，兩人的兒子卡洛·路德維科出生。
路德維科原本是帕爾馬公國的繼承人。然而，隨著義大利被拿破崙征服，帕爾馬於1801年被法國併吞。同年拿破崙建立伊特魯里亞王國取代托斯卡納大公國，將路德維科立為伊特魯里亞國王。路德維科與瑪麗亞·路易莎先是到了巴黎，隨後前往皮亞琴察與路德維科的家人見面。兩人於1801年8月抵達佛羅倫斯，伊特魯里亞王國（和原本的托斯卡納大公國）的首都。
托斯卡納的民眾對於新國王和王后沒有好感，認為他們只是法國的傀儡。同時，患有癲癇的路德維科病情逐漸惡化。在1802年前往西班牙的航程中，瑪麗亞·路易莎生下了兩人的女兒瑪麗亞·路易莎·卡洛塔。幾天後路德維科的父親去世的消息傳來，使路德維科想盡快回到義大利，但卡洛斯四世堅持讓女兒前往馬德里見他一面。兩人直到年底才離開西班牙。
路德維科於1803年5月去世，留下三歲的兒子（稱伊特魯里亞國王卡洛一世）和不到一歲的女兒。瑪麗亞·路易莎擔任王國的攝政，改善教育、稅務系統並擴建軍隊。同時為了迎合民眾，瑪麗亞·路易莎在彼提宮舉辦奢華的娛樂活動。然而在1807年，已稱帝的拿破崙一世解散伊特魯里亞王國，將其併入法國。瑪麗亞·路易莎被迫離開佛羅倫斯。
瑪麗亞·路易莎於1808年2月回到西班牙。同年3月卡洛斯四世因阿蘭胡埃斯騷動被迫退位，瑪麗亞·路易莎的哥哥斐迪南成為國王。法軍趁機入侵西班牙，拿破崙以調解的名義邀請卡洛斯與斐迪南前往巴黎。拿破崙說服兩人放棄西班牙王位，將自己的哥哥約瑟夫·波拿巴立為新任西班牙國王（稱何塞一世），並將西班牙王室安置在楓丹白露。

瑪麗亞·路易莎先後被安排住在帕西、康比涅、里昂和尼斯。瑪麗亞·路易莎一度打算逃往英國，但後來計畫被揭發，她被送到位於羅馬的聖道明聖西斯篤堂監禁。日後她在回憶錄中寫道：
我被關在那間修道院裡兩年半，一整年沒看到任何人或與任何人談話。我被禁止寫作或得知任何消息，甚至是我兒子的消息。當我父母於1812年6月16日帶著我的兒子來到羅馬時，我以為自己會被立刻釋放，但我錯了。我的監禁變得更加森嚴。
直到1814年，瑪麗亞·路易莎才獲得自由。
在維也納會議上，奧地利首相克萊門斯·梅特涅讓拿破崙的妻子瑪麗·路易絲成為帕爾馬女公爵。為了補償瑪麗亞·路易莎，梅特涅從托斯卡納大公國劃分出盧卡公國，瑪麗亞·路易莎成為盧卡女公爵。根據1817年的巴黎條約，當帕爾馬女公爵瑪麗·路易絲去世後，瑪麗亞·路易莎的兒子卡洛·路德維科將成為下一任帕爾馬公爵，屆時盧卡公國將回歸托斯卡納。
作為盧卡女公爵，瑪麗亞·路易莎獎勵出版和文化事業。1817年至1820年間，瑪麗亞·路易莎翻修了盧卡王宮的內部裝潢，將它裝飾成目前的模樣。在她任內，十七座新修道院建成，同時港口維亞雷焦得到充足發展。
1824年，瑪麗亞·路易莎於羅馬去世，死後葬在西班牙的埃斯科里亞爾修道院。她的兒子繼位成為盧卡公爵卡洛一世。